# 柳田衣里佳
柳田衣里佳（1992年10月15日—），日本群馬縣出身的时装模特女演員。曾為Queen's Ave.α事務所所屬及Avex Entertainment的訓練合約生。
畢業於共愛學園中學校、高等學校，及後於2015年畢業於明治大學，並於同年8月18日在自己的官方網誌宣布引退。

## 人物
- 興趣：音樂鑑賞、能引人發笑的事情
- 特長：舞蹈、鋼琴、書法及模仿

## 主要演出作品

### 電影
- 在遙遠的天空中消失（GAGA COMMUNICATIONS、2007年8月18日公映）飾演。
- 你的朋友（WOWOW FILMS、2008年6月21日公映）飾演志保。
- 虛幻的邪馬台國（東映、2008年11月1日公映）飾演宮崎照子。
- Lost Harmony（Go Cinema、預定於2011年12月3日公映）飾演西鄉菜菜美。

### 電視劇
- 女王的教室（日本電視台、2005年）飾演（島田瑪莉）。
- 野豬大改造（第2集）（日本電視台、2005年10月22日）。
- 天才兒童MAX之（NHK教育頻道、2006年11月20日首播）飾演。
- 唯愛（日本電視台、2006年）。
- 演歌女王（大結局）（日本電視台、2007年）飾演欺負貞子的角色。
- 我們的教科書（富士電視台、2007年）飾演須藤彩佳。
- 偵探學園Q（電視連續劇版，第2集）（日本電視台、2007年）飾演鈴木彩香。
- 醫龍2（第4、5集）（富士電視台、2007年）飾演矢澤真里繪。
- 栞和紙魚子的怪異事件簿（第11集）（日本電視台、2008年3月）（客串演出）。
- （第8集）（每日放送、2010年）飾演薰。

### 舞台劇
- （2007年9月）飾演。
- （2009年5月）。
- （2015年1月10日 ‐ 12日、京都劇場／1月17日 - 25日、六本木Blue Theater）飾演鈴鹿千。

### 廣告
- Epoch社「東京 Friend Park 2」

### Back Dancer
- EXILE「Choo Choo TRAIN」（紅白歌唱大賽、音樂錄影帶）
- 島谷瞳「YUME日和」（音樂錄影帶）

### 雜誌
- Hanachu 2006年3月及4月號

## 外部連結
- 所属事務所中的個人詳細資料頁